# Lotus melilotoides
Lotus melilotoides är en ärtväxtart som beskrevs av Philip Barker Webb. Lotus melilotoides ingår i släktet käringtänder, och familjen ärtväxter. Inga underarter finns listade i Catalogue of Life.